# IC 164
IC 164 ist eine elliptische Galaxie mit aktivem Galaxienkern vom Hubble-Typ E3? im Sternbild Cetus südlich des Himmelsäquators. Sie ist schätzungsweise 237 Millionen Lichtjahre von der Milchstraße entfernt und hat einen Durchmesser von etwa 95.000 Lj.
Im selben Himmelsareal befindet sich u. a. die Galaxie NGC 702.
Das Objekt wurde am 23. Oktober 1889 vom US-amerikanischen Astronomen Lewis Swift entdeckt.